# Valeria Ros
Valeria López-Tapia Velasco (Guecho, Vizcaya, 5 de octubre de 1986), más conocida como Valeria Ros, es una guionista, locutora, presentadora, cómica, escritora y monologuista española, licenciada en Comunicación Audiovisual.

## Biografía
Ha desarrollado su carrera profesional como humorista, esencialmente en la ciudad de Madrid. Ha vivido en varias ciudades como Londres, Nueva York, Helsinki y Dijon donde ha estudiado cursos de interpretación y trabajado en productoras y agencias de publicidad. Además, es licenciada en Comunicación audiovisual en Universidad Pontificia de Salamanca y Actuación para cine y televisión en la Escuela Universitaria de Artes TAI de Madrid. 
Se inició en la comedia como monologuista en el programa Central de cómicos de Comedy Central. Además, es colaboradora y locutora en la Cadena SER. Presenta semanalmente el programa radiofónico La lengua moderna junto a Quequé, con la participación de invitados expertos en la literatura, la música, el deporte y la televisión. Desde verano de 2017 es colaboradora en el programa A vivir que son dos días, presentado por Javier del Pino, y dedicado a los humoristas españoles. Ha participado también en El fin de la comedia, protagonizada por Ignatius Farray.
En febrero de 2018 comenzó a formar parte de LocoMundo como colaboradora, el noticiario humorístico que presenta Quequé. A finales del 2018 fue contratada como colaboradora en Lo siguiente, un late night de La 1, del que fue despedida al poco tiempo de empezar.
En julio de 2019 empezó a colaborar en Zapeando.
El 17 de noviembre de 2020 nació su hija, Federica, fruto de su breve relación con el odontólogo italiano Antonio Muscogiuri, un vínculo que reestablecieron cuando nació su hija y que apenas duró unos ocho meses debido a, como deslizaba la cómica, la falta de compromiso con sus responsabilidades paternas.
Desde principios de 2022 presenta junto a Ana Morgade el programa de radio "Vodafone yu", en Europa FM.
En 2022 ficha como presentadora del reality "FBoy Island España", en la plataforma HBO Max.
En abril de 2023 Participa en Tu cara me suena 10 acompañando a Josie  con Natalia Ferviú.
En agosto de 2023 participa en el programa El puente de las mentiras.
En febrero de 2024 se convierte en primera concursante de la undécima edición de Tu cara me suena. En ese mismo mes presenta en  Atresplayer.

## Trayectoria

### Programas de televisión
| Año           | Título                                 | Cadena         | Notas                                   |
| ------------- | -------------------------------------- | -------------- | --------------------------------------- |
| 2018-2019     | LocoMundo                              | #0             | Colaboradora                            |
| 2018          | Late motiv                             | #0             | Invitada                                |
| 2018          | Lo siguiente                           | La 1           | Colaboradora                            |
| 2018          | Roast Battle                           | Comedy Central | Invitada                                |
| 2019-2024     | Zapeando                               | La Sexta       | Colaboradora                            |
| 2021-2022     | Roast Battle                           | Comedy Central | Jurado                                  |
| 2021-2023     | Pasapalabra                            | Antena 3       | Invitada                                |
| 2021          | Family Feud: La batalla de los famosos | Antena 3       | Participante                            |
| 2022; 2024    | Martínez y Hermanos                    | #0 / Cuatro    | Invitada                                |
| 2023          | Tu cara me suena                       | Antena 3       | Invitada junto a Josie y Natalia Ferviú |
| 2023          | Akelarre                               | ETB2           | Presentadora                            |
| 2023          | FBOY Island España                     | HBO Max        | Presentadora                            |
| 2023          | El puente de las mentiras              | La 1           | Invitada                                |
| 2023          | El club de la comedia                  | Neox           | Monologuista                            |
| 2023          | Feliz Año Neox                         | Neox           | Presentadora junto a Josie              |
| 2023-2024     | Zapeando                               | La Sexta       | Presentadora sustituta                  |
| 2023-2024     | La resistencia                         | Movistar Plus+ | Colaboradora                            |
| 2024          | Sexo, famosos y muñecos de trapo       | Atresplayer    | Presentadora                            |
| 2024          | Tu cara me suena                       | Antena 3       | Concursante, 9.ª clasificada            |
| 2024-presente | La revuelta                            | La 1           | Colaboradora                            |
| 2025          | MasterChef Celebrity                   | La 1           | Concursante                             |

### Programas de radio
| Año       | Título                   | Emisora             | Notas                                 |
| --------- | ------------------------ | ------------------- | ------------------------------------- |
| 2017      | A vivir que son dos días | Cadena SER          | Colaboradora                          |
| 2017-2022 | La lengua moderna        | Cadena SER / Podimo | Presentadora junto a Héctor de Miguel |
| 2022      | Yu: no te pierdas nada   | Europa FM           | Presentadora junto a Ana Morgade      |

## Polémicas
En su sección en el programa 1450 de Zapeando se presentó en escena con un disfraz de enfermera sexy, hizo su parte con normalidad, pero el sindicato de enfermeras consideró que era ofensivo, denigrante y ridículo, lo cual causó una gran polémica al respecto.  En la siguiente emisión del programa, el presentador Dani Mateo, pidió disculpas públicas por las molestias ocasionadas, aunque dijo que se podría repetir.